# Поводнево (Ярославская область)
Поводнево — село в Мышкинском районе Ярославской области России.
В рамках организации местного самоуправления входит в Приволжское сельское поселение, в рамках административно-территориального устройства является центром Поводневского сельского округа.

## География
Расположено на левом берегу Волги, в 88 километрах к западу от центра города Ярославля и в 4 километрах к югу от города Мышкин.

## История
Каменная двухэтажная церковь Преображения Господня в селе Поводневе построена в 1763 году на средства прихожан. Престолов в ней было три: в верхнем холодном храме — Преображения Господня, в нижнем, теплом — во имя Владимирской Божией Матери с приделом в честь вмц. Параскевы-Пятницы.
В конце XIX — начале XX века село являлось центром Поводневской волости Мышкинского уезда Ярославской губернии.
С 1929 года село входило в состав Ивановского сельсовета Угличского района, с 1954 года — в составе Языковского сельсовета, в 1980-е годы — центр Поводневского сельсовета, с 2005 года — в составе Приволжского сельского поселения.
До 2018 года в селе действовала начальная школа — детский сад.

## Известные уроженцы
В селе родился священномученик Андроник (Никольский), Архиепископ Пермский и Кунгурский.

## Население
| 1859 | 2002 | 2007 | 2010 |
| ---- | ---- | ---- | ---- |
| 188  | ↗259 | ↗272 | ↘235 |

Согласно результатам переписи 2002 года, в национальной структуре населения русские составляли 94 % из 259 жителей.

### Известные жители
- Самков, Сергей Александрович (1917—1981) — комбат в Великой Отечественной войне, Герой Советского Союза (1945).

## Достопримечательности
В селе находится церковь Спаса Преображения (1763 год).